# アドベンチャーロード
『アドベンチャーロード』はNHK-FM放送で1985年4月1日から1990年3月23日まで放送されていたラジオドラマ番組である。
前身番組の「FMアドベンチャー」から5分拡大した
。
1987年3月まで「公園通り21」内の一部として放送。

## 放送時間
| 期間                         | 放送時間                      |
| ---------------------------- | ----------------------------- |
| 1985年4月1日 - 1986年3月     | 月曜日 - 金曜日 21:40 - 21:55 |
| 1986年4月 - 1988年3月        | 月曜日 - 金曜日 21:00 - 21:15 |
| 1988年4月4日 - 1990年3月23日 | 月曜日 - 金曜日 22:00 - 22:15 |

## 作品一覧
再放送は省略。

### 1985年
| 開始日   | タイトル               | 作・原作                 | 回数   |
| -------- | ---------------------- | ------------------------ | ------ |
| 4月1日   | ビッグボートα          | 赤川次郎                 | 全15回 |
| 4月22日  | 檻の中の殺意           | テリー・ブラジンスキー   | 全10回 |
| 5月6日   | 脱獄山脈               | 太田蘭三                 | 全10回 |
| 5月20日  | オールマイティ         | アーヴィング・ウォーレス | 全10回 |
| 6月3日   | 甲子園球場殺人事件     | 新宮正春                 | 全10回 |
| 6月17日  | 裏切りの国             | ギャビン・ライアル       | 全10回 |
| 7月1日   | 危険な夏               | 北方謙三                 | 全10回 |
| 7月15日  | バーニーよ銃を取れ     | トニー・ケンリック       | 全10回 |
| 9月2日   | 山猫の夏               | 船戸与一                 | 全10回 |
| 9月23日  | ノルマンディー号爆破   | レナード・サンダース     | 全10回 |
| 10月7日  | ニューネッシー殺人事件 | 嵯峨島昭                 | 全10回 |
| 10月21日 | カフカズに星堕ちて     | 保田良雄                 | 全10回 |
| 11月5日  | 漂流教室               | 楳図かずお               | 全9回  |
| 11月18日 | さらばザンメル         | 森詠                     | 全10回 |
| 12月2日  | ぼくらの七日間戦争     | 宗田理                   | 全10回 |
| 12月16日 | 成吉思汗の秘密         | 高木琳光                 | 全10回 |

### 1986年
| 開始日   | タイトル                          | 作・原作               | 回数   |
| -------- | --------------------------------- | ---------------------- | ------ |
| 1月6日   | カムイの剣 パート2                | 矢野徹                 | 全10回 |
| 1月20日  | 無限への崩壊                      | 荒巻義雄               | 全10回 |
| 2月3日   | 黄金のアポロ                      | 高千穂遙               | 全10回 |
| 4月7日   | ヤヌスの首                        | 五木寛之               | 全10回 |
| 4月21日  | 二都物語                          | チャールズ・ディケンズ | 全19回 |
| 5月19日  | ウォー・ゲーム                    | デヴィッド・ビショップ | 全10回 |
| 6月2日   | 南海幻想                          | 石沢英太郎             | 全10回 |
| 6月16日  | 青春の神話                        | 森村誠一               | 全10回 |
| 6月30日  | 妖怪博士と少年探偵団              | 江戸川乱歩             | 全25回 |
| 9月1日   | さらば・おやじどの                | 上野瞭                 | 全20回 |
| 9月29日  | ホック氏の異郷の冒険              | 加納一朗               | 全10回 |
| 10月13日 | 背いて故郷                        | 志水辰夫               | 全15回 |
| 11月10日 | 真夜中の東側 ミッドナイト・ジミー | 森詠                   | 全5回  |
| 11月17日 | 真夜中の東側 サマータイム         | 森詠                   | 全5回  |
| 11月24日 | 女王の身代金                      | 柘植久慶               | 全10回 |
| 12月8日  | 皇帝の密使                        | ジュール・ベルヌ       | 全15回 |

### 1987年
| 開始日   | タイトル                                 | 作・原作                    | 回数   |
| -------- | ---------------------------------------- | --------------------------- | ------ |
| 1月5日   | 盗まれた空母                             | トーマス・ブロック          | 全10回 |
| 1月19日  | 21世紀のユリシーズ                       | 横光晃                      | 全10回 |
| 2月2日   | 謀殺の弾丸特急                           | 山田正紀                    | 全10回 |
| 2月17日  | スターライト・だんでい                   | 火浦功                      | 全4回  |
| 2月23日  | プラチナプラチナ                         | 羽山信樹                    | 全10回 |
| 4月6日   | カディスの赤い星                         | 逢坂剛                      | 全15回 |
| 4月27日  | 大いなる冒険                             | ミッキー・スピレーン        | 全5回  |
| 5月6日   | 怪事件が多すぎる                         | 清水義範                    | 全3回  |
| 5月11日  | おろしや國酔夢譚                         | 井上靖                      | 全10回 |
| 5月25日  | にごりえ殺人事件                         | 加納一朗                    | 全10回 |
| 6月8日   | 摩天楼の身代金                           | リチャード・ジェサップ      | 全10回 |
| 6月22日  | インベーダー・サマー                     | 菊地秀行                    | 全10回 |
| 7月6日   | 魔人復活 第1部 青銅の魔人                | 江戸川乱歩                  | 全10回 |
| 7月20日  | 魔人復活 第2部 地底の魔術王              | 江戸川乱歩                  | 全10回 |
| 8月31日  | さらばアフリカの女王                     | 森詠                        | 全10回 |
| 9月14日  | スナップ・ショット                       | A・J・クィネル              | 全15回 |
| 10月5日  | 夜のオデッセイア                         | 船戸与一                    | 全10回 |
| 10月19日 | A-10奪還チーム出動せよ                   | スティーヴン・L・トンプスン | 全10回 |
| 11月2日  | いつか猫になる日まで                     | 新井素子                    | 全5回  |
| 11月9日  | 怪事件が多すぎる パート2                 | 清水義範                    | 全5回  |
| 11月16日 | 世紀の大冒険レース〜アムンゼンとスコット | チェリー・ガラード          | 全10回 |
| 11月30日 | 地の涯、幻の湖                           | 田中光二                    | 全10回 |
| 12月14日 | 肥後の石工                               | 今西祐行                    | 全10回 |

### 1988年
| 開始日   | タイトル                                            | 作・原作                         | 回数   |
| -------- | --------------------------------------------------- | -------------------------------- | ------ |
| 1月4日   | モヒカン族の最後                                    | ジェイムズ・フェニモア・クーパー | 全10回 |
| 1月18日  | 風の名はアムネジア                                  | 菊池秀行                         | 全10回 |
| 2月1日   | 銀河番外地、運び屋サム                              | 高千穂遙                         | 全10回 |
| 2月15日  | 少女探偵に明日はない                                | 森脇道                           | 全5回  |
| 4月4日   | 浅草ロック殺人事件                                  | 加納一朗                         | 全10回 |
| 4月18日  | 牙王物語                                            | 戸川幸夫                         | 全10回 |
| 5月9日   | サハラの涙                                          | 山崎晴哉                         | 全10回 |
| 5月23日  | サテンのマーメイド                                  | 島田荘司                         | 全10回 |
| 6月6日   | 西風の戦記                                          | 田中芳樹                         | 全10回 |
| 6月20日  | 檻                                                  | 北方謙三                         | 全10回 |
| 7月4日   | 幽霊海戦                                            | 田中光二                         | 全10回 |
| 7月18日  | ハートでジャンプ!                                   | 岬兄悟                           | 全5回  |
| 7月25日  | FM特集アドベンチャーロード 透明怪人と黄金どくろの謎 | 江戸川乱歩                       | 全15回 |
| 9月5日   | 長く孤独な狙撃                                      | パトリック・ルエル               | 全10回 |
| 9月19日  | 遠い海から来たCOO                                   | 景山民夫                         | 全10回 |
| 10月3日  | 成層圏ファイター                                    | 遠藤明範                         | 全10回 |
| 10月17日 | ドールズ〜闇から来た少女                            | 高橋克彦                         | 全10回 |
| 11月7日  | 魔弾の射手                                          | 赤羽堯                           | 全10回 |
| 11月21日 | 防潮門                                              | アリステア・マクリーン           | 全10回 |
| 12月5日  | 美味しんぼ探偵局                                    | 雁屋哲                           | 全10回 |

### 1989年
| 開始日   | タイトル                       | 作・原作                     | 回数   |
| -------- | ------------------------------ | ---------------------------- | ------ |
| 1月4日   | アルバイト探偵 第1期           | 大沢在昌                     | 全3回  |
| 1月9日   | 赤川次郎の天使と悪魔           | 赤川次郎                     | 全5回  |
| 1月16日  | ウィンブルドン                 | ラッセル・ブラッドン         | 全10回 |
| 1月30日  | ぼくら落ちこぼれ探偵団         | 宗田理                       | 全10回 |
| 2月13日  | 妖精作戦                       | 笹本祐一                     | 全10回 |
| 4月3日   | 逢う時はいつも殺人             | 野村正樹                     | 全10回 |
| 4月17日  | CF愚連隊                       | 喜多嶋隆                     | 全10回 |
| 5月8日   | 少年アリス                     | 長野まゆみ                   | 全5回  |
| 5月15日  | 遥かなる虎跡                   | 景山民夫                     | 全10回 |
| 5月29日  | 盟友                           | 村田喜代子                   | 全5回  |
| 6月5日   | 空色勾玉                       | 荻原規子                     | 全10回 |
| 6月19日  | 黄金海峡                       | 南里征典                     | 全10回 |
| 7月3日   | ぼくらのペレランディア         | 島田満                       | 全5回  |
| 7月10日  | アルバイト探偵 第2期           | 大沢在昌                     | 全5回  |
| 7月17日  | 女王陛下のアルバイト探偵       | 大沢在昌                     | 全5回  |
| 7月24日  | ブルータスは死なず             | 三浦宏                       | 全5回  |
| 7月31日  | 宇宙怪人と少年探偵団           | 江戸川乱歩                   | 全15回 |
| 9月11日  | 時はそよ風、時はつむじ風       | 辻真先                       | 全5回  |
| 9月18日  | 黄昏のベルリン                 | 連城三紀彦                   | 全10回 |
| 10月2日  | 暗殺のソロ                     | ジャック・ヒギンズ           | 全10回 |
| 10月17日 | 夢の旅                         | 花井愛子                     | 全4回  |
| 10月23日 | ドラゴン・ジェット・ファイター | 白木正四郎                   | 全5回  |
| 11月6日  | ジグが来る                     | キャンベル・アームストロング | 全14回 |
| 11月27日 | 泥棒をつかまえろ!              | オットー・シュタイガー       | 全5回  |
| 12月4日  | もしかして時代劇               | 宮本昌孝                     | 全10回 |

### 1990年
| 開始日  | タイトル       | 作・原作             | 回数   |
| ------- | -------------- | -------------------- | ------ |
| 1月8日  | 帝都誘拐団     | 加納一朗             | 全10回 |
| 1月24日 | 最後の惑星     | ユルゲン・ローデマン | 全10回 |
| 2月5日  | ロスト・タイム | 佃典彦               | 全10回 |
| 2月19日 | ラバウルの秘宝 | 中津文彦             | 全10回 |

## 番組の現存状況
2020年の時点で「オールマイティ」・「危険な夏」・「山猫の夏」・「漂流教室」・「二都物語」・「背いて故郷」・「スターライトだんでぃ」・「夜のオデッセイア」・「サテンのマーメイド」・「西風の戦記」等の一部放送回がNHKアーカイブスに保存されていないことを公表していた。2021年に全回、揃っている。